# It's Not Enough
It's Not Enough è un singolo del gruppo rock britannico The Who, pubblicato nel 2006 ed estratto dall'album Endless Wire.

## Tracce
1. It's Not Enough – 4:05 (Pete Townshend, Rachel Fuller)

## Il brano
La canzone trae origine da una canzone di Rachel Fuller della quale a Pete Townshend piacque la musica e ne scrisse un nuovo testo. In seguito ha spiegato le origini della canzone: "Guardando Il disprezzo, un film degli anni sessanta di Jean-Luc Godard con Brigitte Bardot, mi sono ritrovato a chiedermi perché scegliamo persone con cui collaborare che riteniamo non abbiano ragione. Bardot nel film chiede al suo amante: "Adori le mie gambe?" e lui annuisce; "I miei seni?", e lui annuisce: "Le mie braccia?", lui annuisce. Lei continua e lui annuisce ogni volta. Quando ha finito lei si alza e gli dice: "Non basta" ". Bardot e il film sono menzionati specificamente nella canzone.
Townshend ha spiegato che era preoccupato che alcune persone potessero criticare la canzone perché è stata co-scritta, ma prosegue dicendo che suona più "The Who" di qualsiasi altra cosa nell'album in cui è contenuta.

## Formazione
- Pete Townshend - chitarra, cori
- Roger Daltrey - voce
- Jolyon Dixon - chitarra acustica
- Stuart Ross - basso
- Rachel Fuller - tastiera
- Peter Huntington - batteria